# Scrophularia pamirica
Scrophularia pamirica là một loài thực vật có hoa trong họ Huyền sâm. Loài này được Ivanina miêu tả khoa học đầu tiên.